# コカビエル
コカビエル（Kokabiel）は旧約聖書偽典『エノク書1』にあらわれる天使の一人だが、堕天使となりグリゴリと呼ばれる一団に属する。コカビエルは人間に天体の兆（しるし）を教えたという（8:3）。69章では堕天使のリストの四番目にあげられている。